# Ted Richmond
Ted Richmond (New Bedford, 10 juni 1910 – Parijs, 23 december 2013) was een Amerikaans filmproducent.
Richmond was tussen 1940 en 1979 betrokken bij 66 films. Hij produceerde films voor diverse filmstudio's, zoals Universal Studios, Metro-Goldwyn-Mayer en Columbia Pictures. Zijn meest bekende films zijn Return of the Seven (1966) met Yul Brynner, Red Sun (1971) met Charles Bronson en Papillon (1974) met Steve McQueen, Victor Jory en Dustin Hoffman. In zijn films spelen vaak Audie Murphy, Yul Brynner en Julie Adams mee. Zijn voorkeur ging uit naar westerns.
In 1980 stopte hij met werken en ging hij met zijn vrouw Asuko in Parijs wonen. Daar overleed hij eind 2013 op 103-jarige leeftijd.

## Filmografie
- 1940 - The Last Alarm
- 1946 - Night Editor
- 1946 - Boston Blackie and the Law
- 1947 - Blind Spot
- 1948 - Best Man Wins
- 1950 - Kansas Raiders
- 1950 - Shakedown
- 1951 - The Strange Door
- 1952 - Has Anybody Seen My Gal?
- 1952 - Bonzo Goes to College
- 1952 - The Cimarron Kid
- 1953 - The Mississippi Gambler
- 1953 - Column South
- 1953 - Walking My Baby Back Home
- 1954 - Francis Joins the WACS
- 1954 - Bengal Brigade
- 1959 - Solomon and Sheba
- 1963 - It Happened at the World's Fair (met Elvis Presley)
- 1966 - Return of the Seven
- 1968 - Villa Rides
- 1971 - Red Sun
- 1973 - Papillon
- 1979 - Breakthrough
- 1979 - The Fifth Musketeer